# Cordillera Centroamericana
La cordillera centroamericana es una cadena montañosa de América Central.
La cordillera se formó durante el Cretácico tardío, por la subducción de la Placa de Cocos debajo de la Placa del Caribe y la parte sur de la Placa Norteamericana. Los movimientos sísmicos y la actividad volcánica aún forman parte de este proceso de Orogénesis. En su mayor parte forma el arco volcánico centroamericano, que forma parte del cinturón de fuego del Pacífico: en ella se encuentran centenares de volcanes, en su mayor parte activos. 
En México se presenta como una continuación de la Sierra Madre del Sur, de la cual está separada por la depresión del Istmo de Tehuantepec. La cadena principal se llama Sierra Madre de Chiapas, y su altura máxima es el volcán Tacaná de 4092 m s. n. m..
En Guatemala se continúan la Sierra Madre, con una altura máxima de 4222 m s. n. m. en el volcán Tajumulco, y al norte de ésta se encuentran varias sierras, tales como la Sierra de los Cuchumatanes y las sierras de Chuacús, Santa Cruz y Minas.
En El Salvador se destacan las cadenas costera, central y fronteriza, paralelas entre sí, con una altura máxima de 2730 m s. n. m. en esta última, en el cerro El Pital.
En Honduras la Cordillera Centroamericana también se divide en tres cordilleras, llamadas del Norte, Central y del Sur, con una disposición en abanico abierta hacia el este; el punto más alto es la Montaña de Celaque, con 2849 m s. n. m., ubicado en la Cordillera del Sur.
En Nicaragua, las cadenas montañosas corren en dirección noroeste-sudeste, con la Cordillera Volcánica cercana al océano Pacífico y la Cordillera central, formada por las cordilleras Isabelia y dariense; ambas cordilleras están separadas por una amplia llanura ocupada parcialmente por los lagos de Managua y Nicaragua. La altura máxima en el cerro Mogotón, que alcanza a los 2106 m s. n. m.
En Costa Rica, la Cordillera se divide en cuatro cadenas aproximadamente paralelas, conocidas como la cordillera de Guanacaste, al norte, la cordillera de Talamanca, al sur de ésta, y las más cortas Cordillera Volcánica Central y la Cordillera de Tilarán. El Cerro Chirripó, ubicado en la cordillera de Talamanca, alcanza los 3820 m s. n. m., seguido por el volcán Irazú, de 3432 m s. n. m.
En Panamá, la Cordillera tiene un carácter menos volcánico, y se concentra en una cordillera de mayor importancia, conocida como la Serranía de Tabasará o Cordillera Central y varios ramales menores. Su altura máxima es el volcán Barú, de 3475 m s. n. m. Tras desaparecer casi por completo a la altura de la depresión ocupada por la cuenca del río Chagres y el canal de Panamá, reaparece hacia el este con el nombre de serranía del Darién, donde alcanza los 1875 m en el cerro Tacarcuna. Paralela a ella hacia el sur, la serranía de los Saltos es una continuación de la serranía del Baudó, ramal de la cordillera de los Andes ubicada en Colombia.